# NGC 7375
NGC 7375 (również PGC 69695) – galaktyka spiralna (S0-a), znajdująca się w gwiazdozbiorze Pegaza. Została odkryta 1 października 1866 roku przez Trumana Safforda. Niezależnie odkrył ją Lewis A. Swift 2 września 1886 roku.